# 小行星4515
小行星4515（英語：4515 Khrennikov）是一颗围绕太阳公转的小行星。1973年9月28日，尼古拉·切爾尼赫在克里米亚发现了此天体。
这颗小行星的绝对星等为102.7772613258375等。